# Расточка (микрорайон)
Расточка — микрорайон, возникший в середине XX века. Расположен в Кировском районе Новосибирска.

## Общие сведения
Территория Расточки расположена к югу от реки Тулы в пределах площади Сибиряков-Гвардейцев и улицы Ватутина.
По территории расточки проходят улицы Мира, Бурденко, Бебеля, Горбаня, Бетонная и т. д.

## История
Микрорайон возник благодаря заводу расточных станков, который появился в 1939 году. Первые жилые дома представляли собой деревянные бараки. В 1942 году на место завода расточных станков был эвакуирован краснодарский машиностроительный завод, после чего здесь возникло крупное предприятие «Тяжстанкогидропресс».
Первые появившиеся на территории Расточки капитальные строения — дома № 46 и 48 по улице Сибиряков-Гвардейцев.
В 1945 году «Тяжстанкогидропресс» по определённому проекту возводил десять шлакоблочных зданий.
В 1950—1955 годы здесь был построен жилой комплекс по проекту архитектора В. Майкова, который лично следил за сооружением зданий. В двух симметричных дворах архитектор соорудил фонтаны с круглыми чашами-бассейнами.
Архитектор Сергей Баландин отмечал сходство жилого комплекса «Тяжстанкогидропресса» с расположенным на правом берегу города микрорайоном Красная горка и, кроме того, сравнивал его архитектурный облик с флорентийским ренессансом:

По характеру стиля архитектура приближалась (но сдержанно) к «флорентийскому ренессансу». Он был известен автору по увражам, которые широко использовались в это время в архитектурном проектировании. Почти все здания соединялись между собой стенами — ограждениями квартала с устроенными в них арочными или портальными проездами и пешеходными проходами. Это придавало застройке некоторую замкнутость, «глухость» уличной композиции, визуальную скрытность внутриквартальных пространств.— С.Н. Баландин, «Новосибирск: история градостроительства 1945—1985 гг.»
После 1955 года строительство микрорайона продолжалось, но не было таким комплексным, как при возведении первых двух кварталов.

### Мировой рекорд по кладке кирпича
В конце 1945 года бригада каменщика Семёна Максименко возводила одновременно три здания по улице Мира. Максименко усовершенствовал печь, чтобы не застывал раствор, и мастерок, а также создал особенный алгоритм работы. Из процесса строительства сделали «реалити-шоу» — внутри квартала на трансформаторной будку прикрепили указывавший настоящее время циферблат, возле которого установили большие цифры, показывавшие количество уложенных кирпичей. С 7 по 18 декабря были построены и сданы под ключ три двухэтажных дома. В день достигнутого рекорда приехали журналисты, на митинге участники бригады получили медали «За трудовую доблесть в Великой Отечественной войне». Семён Максименко удостоился звания Героя социалистического труда, кроме того, бригада-рекордсмен получила Сталинскую премию в размере 50 тысяч рублей за внедрение скоростных методов строительства.

### Снос и ремонт зданий
В конце мая 2016 года в районе Расточки начался снос ветхого жилья. Первое разрушенное здание располагалось по адресу улица Бурденко, 8. Мэрия Новосибирска планировала снести в микрорайоне 108 домов, однако уже в 2017 году на его территории были отремонтированы семь зданий.

## Достопримечательности
- Дом культуры имени А. И. Ефремова — здание на улице Мира, сооружённое в 1952 году по проекту архитекторов В. А. Добролюбова и Платек[6]. В 2015 году зданию был присвоен статус памятника архитектуры регионального значения[1].

- Церковь непорочного зачатия Девы Марии — католический храм, построенный в начале 1980-х годы немцами-католиками, компактно проживавшими на территории Расточки[7].

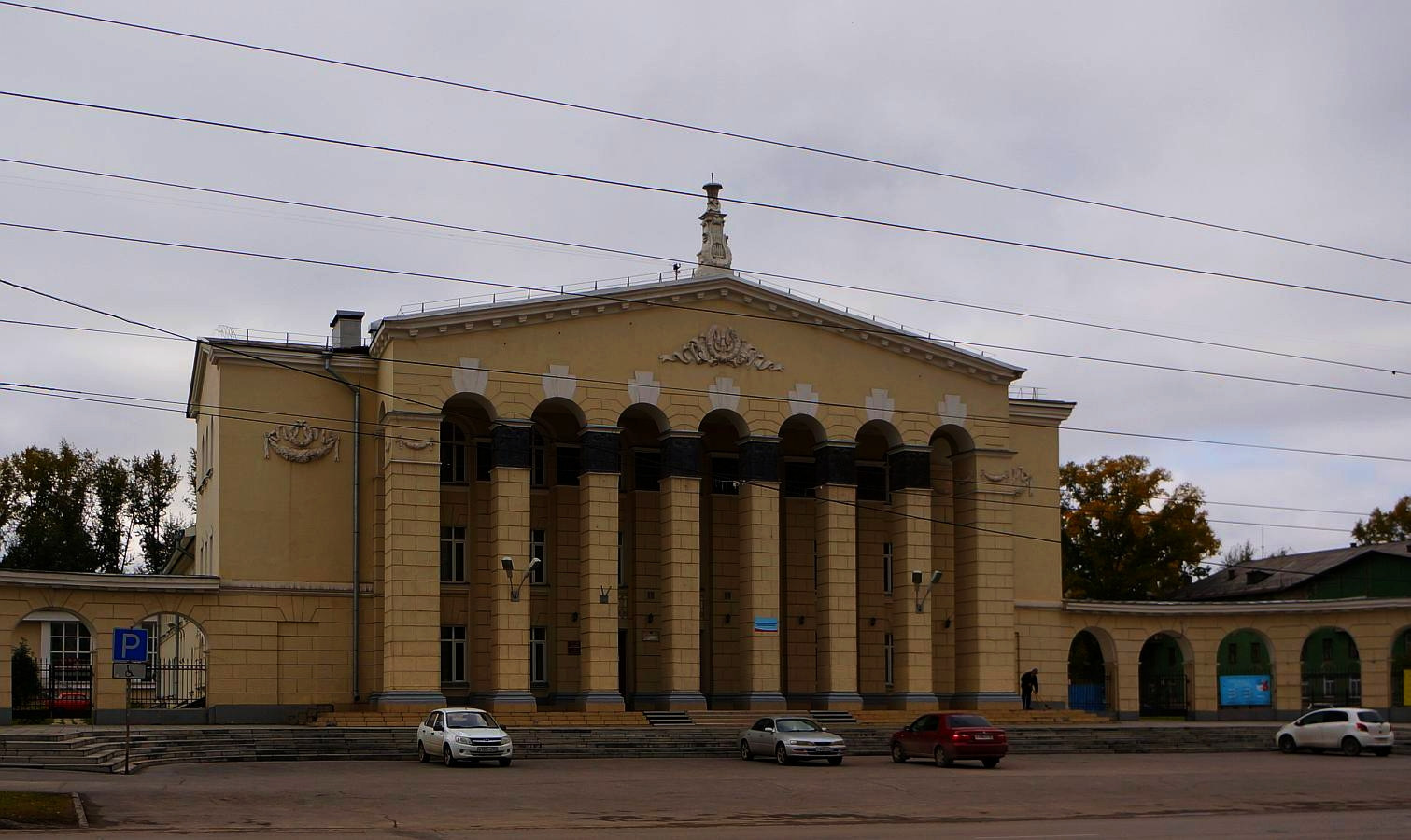
Дом культуры имени Ефремова

## Организации

### Учебные учреждения
- Новосибирский промышленный колледж
- Средняя общеобразовательная школа № 47 им. М. Ф. Михина
- Средняя общеобразовательная школа № 91

### Промышленные предприятия
- Тяжстанкогидропресс
- Сиблитмаш

## Парки
- Ефремовский сквер

## Преступность
В 1980-е годы здания жилого комплекса начали ветшать, многие люди переехали в другие места, а в микрорайоне появилась преступность, заметно возросшая во времена перестройки.